# Agítese antes de usarla
Agítese antes de usarla es una película  de comedia española de 1983 escrita y dirigida por Mariano Ozores, y protagonizada por Andrés Pajares y Fernando Esteso.

## Argumento
Argimiro (Andrés Pajares) y Fabricio (Fernando Esteso) son dos aprendices de estafadores que se conocen en una clínica de la Costa del Sol. Gestionando la clínica pretenden hacerse publicidad. De este modo aprovechan la llegada de un diputado para escayolarlo innecesariamente a la espera de la llegada de las cámaras de televisión.

## Reparto
| Intérprete                 | Personaje                    |
| -------------------------- | ---------------------------- |
| Andrés Pajares             | Argimiro /Falso médico       |
| Fernando Esteso            | Fabricio                     |
| Antonio Ozores             | Dr. Roberto Branquia         |
| Alfonso Del Real           | Dr. Flodio                   |
| Jenny Llada                | Lucrecia                     |
| Beatriz Escudero           | Doctora Paquita              |
| Adrián Ortega              | Administrador de la clínica  |
| Arévalo                    | D. Tarsicio                  |
| José Lifante               | Valduque                     |
| José Espinosa              |                              |
| Andrea Albani              | Elisa                        |
| Luis Barbero               | Párroco                      |
| Alberto Fernández          | Inspector de Hacienda        |
| Julio Riscal               | Novio de Lucinda             |
| Carmen Casal               |                              |
| Luis Lorenzo               | Hombre accidentado           |
| Emma Ozores                | Enfermera                    |
| Emilio Fornet              | Enfermo Estreñido            |
| José Yepes                 | Periodista                   |
| Fabián Conde               | Alcalde                      |
| María del Mar Robles       |                              |
| Tomás Zori                 | Sepulturero                  |
| Juanito Navarro            | Diputado Francisco Granja    |
| Lucía Peralta              | Mujer accidentada            |
| Mariano De Diego           |                              |
| Alicia Príncipe            | Paciente                     |
| Alfonso Castizo            | Paciente                     |
| Rosa Quesada               |                              |
| Rosa Suances               |                              |
| Carlos Lucas               | Paciente                     |
| José Luis Lemos            | Paciente                     |
| Joaquín Pascual            | Paciente subido a la lámpara |
| María Bauza                |                              |
| Pedro Rodríguez de Quevedo | Paciente con muletas         |
| Carlos Martínez            |                              |
| José Ángel de Juanes       | Megafonía de la clínica      |
| Nadine Rochex              | Rosa                         |

## ¿Dónde se rodó?
Torremolinos, Málaga
Madrid